# پارک ملی الگتی
پارک ملی الگتی (به لاتین: Algeti National Park) یک پارک ملی در گرجستان است که در تتری تسقارو واقع شده‌است.